# Колумбус Болтон-Филд (аэропорт)
Аэропорт Колумбус Болтон-Филд (англ. Bolton Field), (ИКАО: KTZR, FAA LID: TZR)
 — государственный гражданский аэропорт, расположенный в 13 километрах к юго-западу от центра делового района города Колумбус (Огайо), США. Аэропорт обслуживает рейсы бизнес-авиации и авиации общего назначения и находится в собственности города Колумбус.

## Операционная деятельность
Аэропорт Колумбус Болтон-Филд занимает площадь в 607 гектар, расположен на высоте 276 метров над уровнем моря и эксплуатирует одну взлётно-посадочную полосу:
- 4/22 размерами 1676 х 30 метров с асфальтовым покрытием.

В период с 8 июля 2002 по 8 июля 2003 года Аэропорт Колумбус Болтон-Филд обработал 74 511 операций по взлётам и посадкам воздушных судов (в среднем 204 операции ежедневно), почти все рейсы составила авиация общего назначения, на рейсы аэротакси пришлось менее 1 %. В данный период в аэропорту базировалось 105 воздушных судов, из которых 90 % — однодвигательные самолёты, 5 % — многодвигательные, 4 % — реактивные самолёты и 1 % — вертолёты.